# Sphaerodactylus omoglaux
Sphaerodactylus omoglaux är en ödleart som beskrevs av  Thomas 1982. Sphaerodactylus omoglaux ingår i släktet Sphaerodactylus och familjen geckoödlor. Inga underarter finns listade i Catalogue of Life.